# 後頭下三角
後頭下三角（こうとうかさんかく、英語: suboccipital triangle）は項部の後頭下筋群に属する3筋によって囲まれた三角形の領域である。

## 後頭下三角内の構造
この三角形を構成する3筋は以下の通りである。
- 大後頭直筋 - 上内側
- 上頭斜筋 - 上外側
- 下頭斜筋 - 下外側

これらの筋は頭部の細かい運動に携わる。頭部を動かす僧帽筋や胸鎖乳突筋などのような比較的大きい筋の動きは後頭下三角ら小さい筋の働きによって調節されている。なお、小後頭直筋も後頭下筋群に含まれているが、後頭下三角を構成していない。
後頭下三角は頭半棘筋の深層に位置しており、さらに密な線維脂肪組織で覆われている。後頭下三角の深層では環椎の後弓及びそこから後頭骨まで張られている後環椎後頭膜が床をなしている。
環椎後弓の上側にある深い溝には椎骨動脈の第3部や第1頸神経(C1)、その後枝である後頭下神経が走行している。また、後頭下三角の中には後頭下静脈叢もある。

## 臨床での応用
かつてはウィリス動脈輪の血管造影（脳血管造影）を行うために後頭下三角を経由して椎骨動脈に接近する方法が使われていた。現在は大腿動脈にカテーテルを挿入して造影剤を入れる、より簡単な方法が用いられている。そのほかにもCTやMRIを用いた血管造影も広く使われる。

## 画像

後頭下三角を構成する筋を立体的に分かりやすく回転させたアニメーション
隣のアニメーションの拡大。
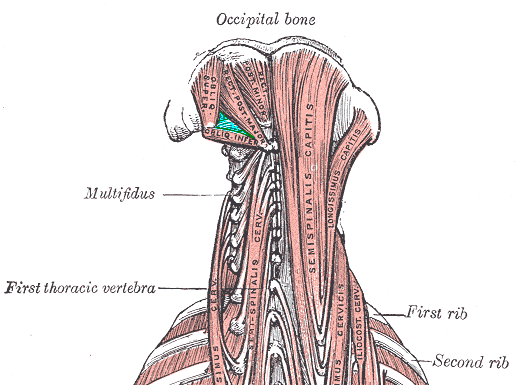
項部深層の筋肉。後頭下三角は緑色で示されている領域である。
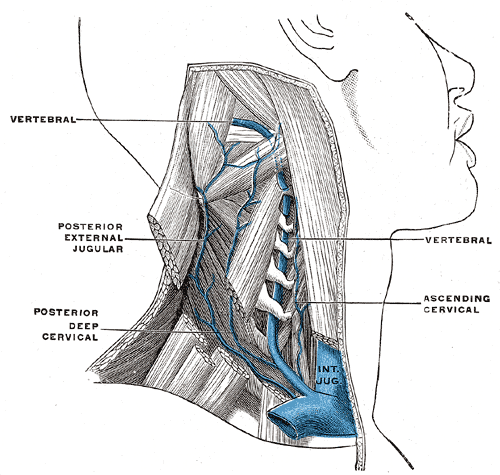
参考:椎骨静脈